# Cessna Citation Sovereign
Cessna Citation Sovereign (Cessna Model 680 Sovereign) je 12-sedežno reaktivno poslovno letalo ameriškega proizvajalca Cessna iz Kansasa. Sovereign je drugo najvčje letalo družine Cessna Citation, večji je samo Citation X. Prvi let Sovereigna je bil februarja 2002. 
Poganjata ga dva turboventilatorska motorja Pratt & Whitney Canada PW306C s FADECom. Sovereign je opremljen s Honeywell Primus steklenim kokpitom. 

## Specifikacije (Citation Sovereign)
Splošne značilnosti
- Posadka: 2
- Število sedežev: 12 potnikov / 2.689 lb (1.220 kg) tovora
- Dolžina: 63 ft 6,0 in (19,354 m)
- Razpon kril: 73 ft 6 in (22,4 m)
- Višina: 20 ft 4 in (6,2 m)
- Površina kril: 543 sq ft (50,4 m2)
- Teža praznega letala: 21.000 lb (9.525 kg)
- Maks. vzletna teža: 30.775 lb (13.959 kg)
- Pogon letala: 2 × Pratt & Whitney Canada PW306D turbofan, 5.907 lbf (26,28 kN) potisk motorjev vsak *Največji kontinuirani potisk: 5.907 lbf (26 kN)

Zmogljivost